# Татаев, Ваха Ахмедович
Ваха Ахмедович Татаев (15 декабря 1914, Старый Юрт, Чечня, Терская область, Российская империя — 13 августа 1977, Грозный, Чечено-Ингушская АССР, РСФСР, СССР) — Народный артист Чечено-Ингушской АССР (1959), депутат Верховного Совета Чечено-Ингушской АССР (1958), министр культуры Чечено-Ингушской АССР (1958—1976).

## Биография

### Начало биографии
Родился 15 декабря 1914 года в селе Толстой-Юрт в Чечне. В 1929 году поступил на грозненский рабфак. Там же стал заниматься в художественной самодеятельности. В 1931 году был назначен заведующим клубом в Горячеводске. В 1934 году стал заместителем директора этого клуба, а позже — директором грозненского кинотеатра имени Челюскинцев. До 1938 года исполнял обязанности заместителя управляющего «СевКавКино».
В 1938 году стал артистом и директором Чечено-Ингушского государственного драматического театра. Сыграл на сцене роли Олеко Дундича в одноимённом спектакле (Кац и Ржевский), Сурхо («Сурхо, сын Ади» М. Гадаева и Г. Батукаева), капитана Ибрагимова («Тамара» Идриса Базоркина), Отелло («Отелло» Уильяма Шекспира), генерала Завьялова в пьесе «Накануне» Афиногенова и ряд других.
Он принял активное участие в организации чечено-ингушской актёрской студии в ГИТИСе. В 1939—1941 годах учился в этой студии, к созданию которой сам приложил немало сил. Был одним из лучших студентов студии и получал стипендию имени Островского.

### Великая Отечественная война
Закончить обучение помешала Великая Отечественная война. После начала войны он снова вернулся в родной театр артистом и директором. Тогда же вступил в ВКП(б). В 1942 году был назначен начальником Управления по делам искусств. Он успешно совмещал эту работу с работой актёра. В газете «Грозненский рабочий» Е. Кречетова писала:
Героя пьесы Сурхо играл Татаев. Это его дебют в большой ответственной роли. У Татаева хорошие данные. Его Сурхо — порывист и горяч, доверчив и мечтателен. Авторы не дали Сурхо большого разнообразия чувств и, мыслей. Но имеющийся драматургический материал Татаев несёт ярко, с достаточной глубиной и силой.
Татаев организовывал артистические бригады, чтобы давать концерты солдатам на фронте и в тылу, сам активно играл в спектаклях и концертах, вел агитационно-разъяснительную работу на призывных пунктах, выезжал на фронт с концертными бригадами. За эту работу был удостоен целого ряда почётных грамот и благодарностей.

### Депортация
23 февраля 1944 года началась депортация чеченцев и ингушей. С 1944 года был заместителем директора Джамбульского областного театра, директором кинотеатра «Октябрь». В 1945—1948 годах исполнял обязанности заместителя директора Алма-Атинского театра для детей и юношества. В 1948—1951 годах — заместитель директора Казахского государственного академического театра оперы и балета имени Абая, с 1951 года — директор эстрады и заместитель директора филармонии имени Джамбула Джабаева.
Руководство Казахстана при представлении к очередной награде дало ему такую характеристику:
За время работы в учреждениях искусства Казахстана Татаев показал себя компетентным специалистом с глубокими знаниями, он принимал активное участие в подготовке и воспитании творческих работников, пользовался уважением и авторитетом. Татаев прилагал все усилия в удовлетворении эстетических нужд трудящихся республики, в их концертном обслуживании, в пропаганде среди населения казахского искусства, в подготовке национальных кадров.
За плодотворную работу получил несколько медалей, множество почётных грамот, благодарностей, ценных подарков. Татаева избрали депутатом одного из райсоветов Алма-Аты. Для спецпереселенца это было выдающимся достижением.

### Возрождение республики
После возвращения из депортации в 1957 году занял должность начальника управления по делам культуры и искусства при Организационном Комитете по восстановлению Чечено-Ингушской республики. В 1958 году его утверждают министром культуры восстановленной Чечено-Ингушетии. Он течение двадцати лет бессменно возглавлял это ведомство. Культуру нужно было возрождать заново — не хватало людей, помещений, средств. Под руководством Татаева за короткое время была возобновлена работа театров, филармонии, библиотек, музеев, музыкальных школ, других учреждений культуры. Каждый год на учёбу в ГИТИС, ЛГИТМИК, Вагановское хореографическое училище направлялись способные юноши и девушки. Эти годы ознаменовались бурным развитием чеченской и ингушской национальной культуры. Театральные, хореографические, другие творческие коллективы республики были одними из лучших в стране, с успехом демонстрировали своё мастерство за пределами страны.
Расцвет Чечено-Ингушской филармонии пришелся на период, когда министром культуры республики был Татаев. Помимо популярных в республике артистов — Марьям Айдамировой, Умара Димаева, Шиты Эдисултанова, Валида Дагаева, Султана Магомедова — здесь работали такие выдающиеся мастера, как Махмуд Эсамбаев и Муслим Магомаев.
Грозненская филармония стала одной из самых популярных к стране. Не было отбоя от звонков и телеграмм из всех городов Союза с просьбой направить к ним на гастроли артистов филармонии. Позже в Чечено-Ингушскую филармонию пришли Иосиф Кобзон, Юрий Антонов, Ирина Понаровская, Катя Семенова, Александр Барыкин и другие. Своё первое звание «Заслуженный артист Чечено-Ингушской АССР» получили в Грозном Иосиф Кобзон и Юрий Антонов. Этого же звания удостоены певец Павел Лисициан, композитор Оскар Фельцман и другие. Муслим Магомаев был удостоен звания «Народный артист ЧИАССР».
Стремясь создать хорошие условия для своих работников, Татаев ежегодно выбивал для артистов 10-12 квартир, хлопотал о присвоении званий, повышении зарплат.
В 1958 году Татаев был избран депутатом Верховного Совета Чечено-Ингушской АССР. В 1959 году ему было присвоено звание Народного артиста ЧИАССР. В 1961 году он окончил ГИТИС, а в 1962 — Высшую партийную школу при ЦК КПСС.
В 1976 году ушёл на пенсию. Меньше чем через год, 13 августа 1977 года скончался.

## Память
- 17 декабря 2014 года грозненскому колледжу культуры и искусств присвоено имя Татаева[2].
- В декабре 2017 года в Грозном, на доме, в котором жил Татаев, была установлена мемориальная доска[3].
- В Грозном открыт Чеченский государственный колледж культуры и искусств имени В. А. Татаева.

## Награды и звания
- Медаль «За оборону Кавказа»;
- Медаль «За победу над Германией в Великой Отечественной войне 1941—1945 гг.»;
- Медаль «За доблестный труд в Великой Отечественной войне 1941—1945 гг.»;
- Народный артист Чечено-Ингушской АССР (1959);
- многочисленные премии, дипломы, ценные подарки.